# Herbert Gollini

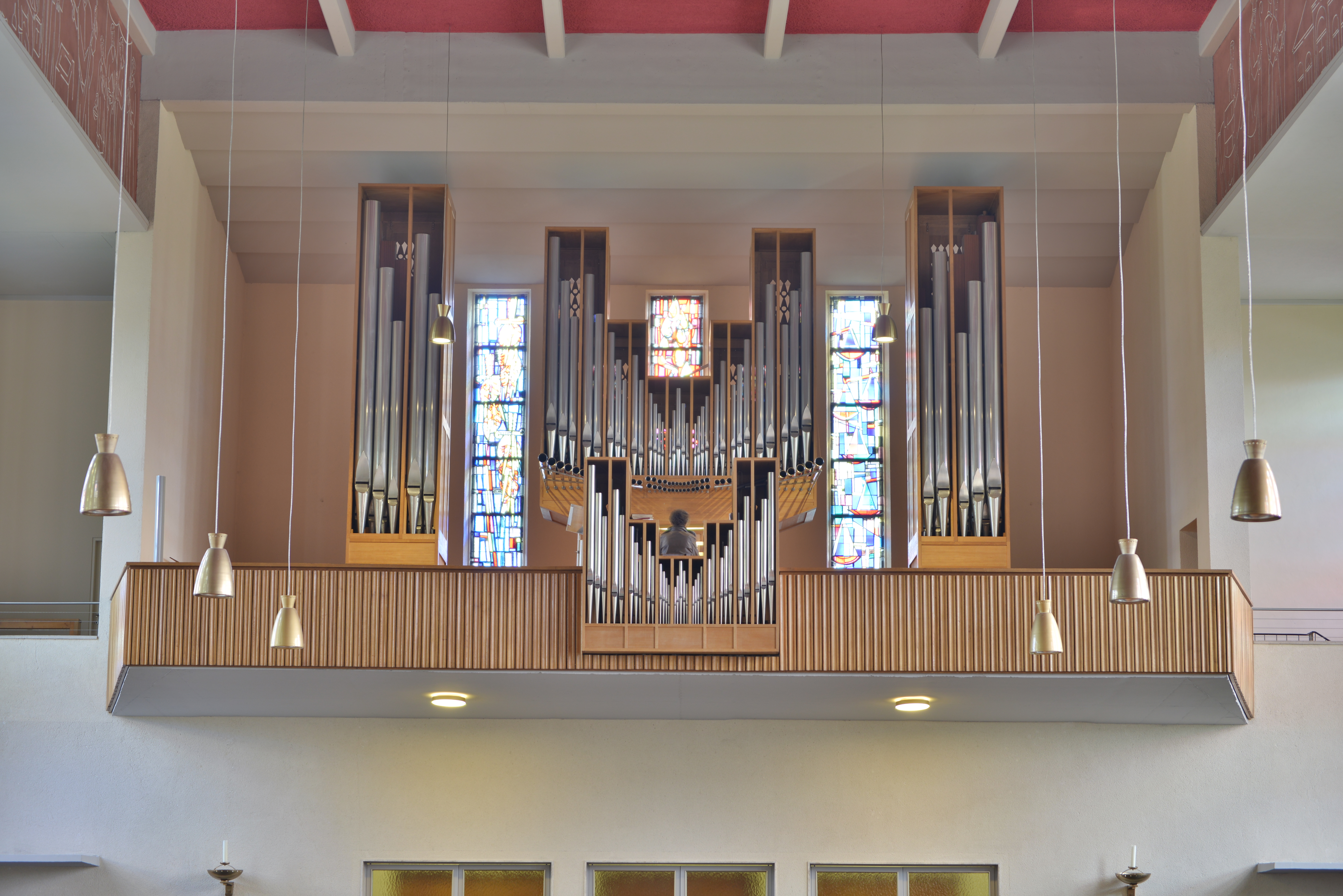
Pfarrkirche Bregenz-St. Gebhard

Herbert Gollini (* 1928 in Wien; † 2017) war ein österreichischer Orgelbauer.

## Leben
Herbert Gollini studierte in jungen Jahren Orgel bei Anton Heiller an der Wiener Musikakademie. Von Wilhelm Zika im Orgelbau ausgebildet, arbeitete er bis 1960 in dessen Werkstatt. Von 1960 bis 1967 war Gollini bei Gregor Hradetzky beschäftigt, bei dem er für Disposition, Konstruktion und Intonation der Instrumente verantwortlich war. Durch Gollinis Einfluss erfolgte im Hause Hradetzky der richtungsweisende Übergang zur mechanischen Schleiflade, zum Werkprinzip und zur Intonationsweise mit offenen Pfeifenfüßen. 1971 gründete Gollini schließlich seine eigene Werkstatt in Wien.

## Neubauten (Auswahl)
| Jahr      | Ort                      | Kirche                               | Bild | Manuale | Register | Bemerkungen |
| --------- | ------------------------ | ------------------------------------ | ---- | ------- | -------- | --- |
| 1960er    | Bad Traunstein           | Pfarrkirche Bad Traunstein           |      | II/P    | 5        | Chor-Orgel in Bad Traunstein |
| 1970      | Wien                     | Votivkirche (Wien)                   |      | II/P    | 18       | Gehäuse-Entwurf und Disposition von Herbert Gollini, Orgelwerk von Philipp Eppel |
| 1971      | Pierbach                 | Pfarrkirche Pierbach                 |      | II/P    | 10       | |
| 1972      | Golling an der Erlauf    | Pfarrkirche Golling an der Erlauf    |      |         |          | Neubau |
| 1972      | St. Pölten               | Bildungshaus St. Hippolyt            |      | II/P    | 7        | |
| 1973      | Traismauer               | Pfarrkirche Traismauer               |      | II/P    | 19       | Neubau in einem Gehäuse und Brüstungspositik von Matthias Jeßwagner aus Wien 1771 |
| 1974      | Wien                     | Reformierte Stadtkirche              |      | II/P    | 25       | Neubau 1974 unter Beibehaltung des Gehäuses von 1901 |
| 1975      | Bregenz                  | St. Gebhard                          |      | II/P    | 30       | → Orgel |
| 1976      | Großgöttfritz            | Pfarrkirche Großgöttfritz            |      |         |          | |
| 1977      | Maria Enzersdorf         | Wallfahrtskirche Maria Enzersdorf    |      | III/P   | 42       | Unter Verwendung des bestehenden Gehäuses. |
| 1978      | Gresten                  | Pfarrkirche Gresten                  |      | II/P    | 25       | |
| 1978      | Arnreit                  | Pfarrkirche Arnreit                  |      | II/P    | 20       | |
| 1979      | Salzburg                 | Christuskirche (Salzburg)            |      | II/P    | 27       | |
| 1980      | Zöbing                   | Pfarrkirche Zöbing                   |      | I/P     | 6        | Umbau durch H. Gollini; Orgel von Franz Capek; |
| 1980      | Königstetten             | Pfarrkirche Königstetten             |      | II/P    |          | |
| 1981      | Wien                     | Heilig-Geist-Kirche                  |      | II/P    | 29       | Die ursprüngliche, 1930 bei Josef Panhuber in Auftrag gegebene und 1933 fertiggestellte Orgel war mit pneumatischer Traktur ausgestattet, wurde aber 1962 von Philipp Eppel auf ein elektropneumatisches System umgebaut. Als Herbert Gollini 1980/81 eine neue Orgel errichtete, konnten 19 Register der Panhuber-Orgel wiederverwendet werden, 10 Register wurden neu angefertigt. Im Zuge der 2002 von Achim Reichmann durchgeführten Renovierung wurde die Trompete 8', deren Becher durch Gollini von Panhuber übernommen worden waren, gegen eine neue getauscht. |
| 1982      | Oberndorf an der Melk    | Pfarrkirche Oberndorf an der Melk    |      | II/P    | 14       | [ 5 ] |
| 1984      | Klosterneuburg           | Martinskirche                        |      | III/P   | 32       | Disposition |
| 1984/1985 | Wien                     | Pfarrkirche St. Florian              |      | II/P    | 28       | Disposition |
| 1985      | Vorderweißenbach         | Pfarrkirche Vorderweißenbach         |      | II/P    | 22       | |
| 1986      | Bad Fischau              | Pfarrkirche Bad Fischau-Brunn        |      | II/P    | 12       | Disposition |
| 1987      | Wien                     | Gumpendorfer Pfarrkirche             |      | II/P    | 13       | Disposition |
| 1987      | Hohenems                 | Pfarrkirche Hohenems                 |      | III/P   | 40       | |
| 1987      | Stollhofen               | Pfarrkirche Stollhofen               |      |         |          | in einem Gehäuse aus 1899 |
| 1991      | Scheuchenstein           | Pfarrkirche Scheuchenstein           |      | I/P     | 8        | [ 8 ] |
| 1992      | Weitra                   | Bürgerspitalkirche                   |      | II/P    | 16       | |
| 1995      | Zillingtal               | Pfarrkirche Zillingtal               |      | I/P     | 6        | Disposition |
| 1995      | Zeltweg                  | Pfarrkirche Zeltweg                  |      | II/P    | 16       | 2025 durch Pemmer Orgelbau nach Zeltweg transferiert |
| 1995      | Deutschkreutz            | Pfarrkirche Deutschkreutz            |      | II/P    | 20       | Disposition |
| 1997      | Großhöflein              | Pfarrkirche Großhöflein              |      | II/P    | 17       | die Orgel wurde gemeinsam von Herbert Gollini und Achim Reichmann gebaut. |
| 1998      | Steinberg an der Rabnitz | Pfarrkirche Steinberg an der Rabnitz |      | II/P    | 20       | Disposition |

## Restaurierungen (Auswahl)
| Jahr    | Ort                      | Kirche                | Bild | Manuale | Register | Bemerkungen                                                              |
| ------- | ------------------------ | --------------------- | ---- | ------- | -------- | ------------------------------------------------------------------------ |
| 1973    | Gmunden                  | Auferstehungskirche   |      | II/P    | 30       | Orgel von Ludwig Mooser ursprünglich mit 18 Register gebaut              |
| 1975    | Salzburg                 | Michaelskirche        |      | I       | 4        | Rekonstruktion der Orgel von Johann Rochus Egedacher aus dem Jahre 1770. |
| 1981    | Stockenboi               | Pfarrkirche Zlan      |      | III/P   | 27       | Restaurierung der Orgel von Jakob Ladstätter aus 1864                    |
| 1981/82 | Peilstein im Mühlviertel | Pfarrkirche Peilstein |      | I/P     | 8        | Restaurierung der Orgel von Nikolaus Rummel aus 1798                     |
| 1987    | Wien                     | Sankt Salvator (Wien) |      | I/P     | 7        | Restaurierung und Rückführung auf den Originalzustand                    |